# Użbale
Użbale (niem. do 1936 Uszballen, do 1938 Uschballen) – osada nadgraniczna w Polsce położona w województwie warmińsko-mazurskim, w powiecie gołdapskim, w gminie Gołdap.
W latach 1975–1998 miejscowość administracyjnie należała do województwa suwalskiego.
Podczas akcji germanizacyjnej nazw miejscowych i fizjograficznych (tzw. chrzty hitlerowskie) utrwalona historycznie nazwa niemiecka Uszballen / Uschballen została w 1938 r. zastąpiona przez administrację nazistowską sztuczną formą Langenrück. 